# Im Himmel gibt’s kein Bier
Im Himmel gibt’s kein Bier (englisch: In Heaven There Is No Beer, spanisch: En el Cielo No Hay Cerveza) ist ein deutsches Trinklied. 

## Entstehung
Der Liedtext wurde von Ernst Neubach verfasst. Im Jahre 1956 wurde das Lied von Ralph Maria Siegel uraufgeführt. Das Lied wurde ursprünglich für den deutschen Film Die Fischerin vom Bodensee aus dem Jahre 1956 von Ernst Neubach und Ralph Maria Siegel komponiert. Two Ton Baker (eigentlich: Dick Baker) übersetzte das deutschsprachige Trinklied ins Englische, umstritten ist jedoch, ob Joe Trolli und Frankie Yankovic sich auch bei der Übersetzung beteiligten.

## Einfluss
Das Trinklied diente als Inspiration für den Titel und den Inhalt des Sundance-Film-Festival-Gewinners In Heaven There Is No Beer? aus dem Jahre 1984, wo des Weiteren auch das Trinklied Who Stole the Kishka? verwendet wird.

## Nutzungen bei Sportveranstaltungen
Das Lied ist in den Vereinigten Staaten teils sehr beliebt, da es häufig auf Sportveranstaltungen jeder Art vorgeführt wird, besonders bei den Sportveranstaltungen der Universitäten, wo das Lied immer von der jeweiligen Schülerband gespielt wird. Für einige Universitäten, wie die University of Iowa wurde das Lied zur Hymne und wird nach jedem Sieg ihrer Mannschaften gespielt. In der University of Minnesota, University of Wyoming und University of Wisconsin wurde das Lied auch zur Hymne.

## Liedtext (Auszug)
Im Himmel gibt’s kein Bier,

Drum trinken wir es hier.

Denn sind wir nicht mehr hier,

Dann trinken die andern unser Bier.